# اندی آن
اندی آن (انگلیسی: Andy On؛ زادهٔ ۱۱ مه ۱۹۷۷) بازیگر و رزمی‌کار هنگ کنگی‌الاصل اهل ایالات متحده آمریکا است.
از فیلم‌ها یا برنامه‌های تلویزیونی که وی در آن نقش داشته است، می‌توان ماسک سیاه ۲: شهر ماسک‌ها، ببر جوان، هنگامی که چراغ خاموش می‌شود را نام برد.